# 인동덩굴
인동덩굴(忍冬-, Lonicera japonica, 영어: golden-and-silver honeysuckle)은 한반도 각처 산과 들의 양지바른 곳에 흔한 덩굴성 낙엽관목으로 길이는 5m이다. "겨우살이덩굴", "금은등"(金銀藤), "금은화"(金銀花), "인동"(忍冬), "인동초"(忍冬草) 등으로도 불린다.
가을 또는 겨울까지 잎이 붙어 있으며, 줄기는 오른쪽으로 감기고, 소지는 적갈색, 털이 있고, 속은 비어 있다. 잎은 마주나고 긴 난형, 긴 타원형 또는 넓은 피침형이고다. 가장자리에 톱니가 없으며 털이 나 있다. 어린잎은 양 면에 털이 있으나 자라면 없어지고, 뒷면에 약간 남아 있는 것도 있다.
꽃은 처음에는 흰색이나 나중에는 노란색으로 변하고, 잎겨드랑이에서 1-2송이씩 붙고, 가지 끝에 밀생하는 것 같다. 포는 잎 모양, 타원형, 난형, 길이 1~2cm이다. 꽃받침통은 털이 없고, 갈래는 난형, 끝에 털이 있다. 화관은 길이 3~4cm, 입술 모양으로 겉에는 털이 있고, 안쪽에는 누운 털이 있으며, 그 중 1개는 길게 갈라져 뒤로 말린다. 수술은 5개, 암술은 1개이다. 열매는 장과로 둥근 모양이며 검은색으로 익는다.
꽃·잎은 약용으로 이용된다.